# Pseudoamolops multidenticulatus
Rana multidenticulata là một loài ếch thuộc họ Ranidae.
Đây là loài đặc hữu của Đài Loan.
Môi trường sống tự nhiên của chúng là vùng núi ẩm nhiệt đới hoặc cận nhiệt đới và sông ngòi.
Chúng hiện đang bị đe dọa vì mất môi trường sống.